# Pädagogische Führung
Die Art und Weise, wie der Lehrer/Erzieher Einfluss auf den Unterrichts- und Erziehungsprozess nimmt, wird als pädagogische Führung bezeichnet. Sie will dazu beitragen, dass der (junge) Mensch sich selbst und die Welt erkennt und beides selbständig und verantwortlich gestaltet. Verschiedene Theorien dienen der Erklärung bzw. Orientierung pädagogischer Führungsprozesse. Diese werden im Folgenden skizziert.

## Führen oder Wachsenlassen
Die pädagogische Führung eines Lehrers/Erziehers hängt eng mit seinem Welt- und Menschenbild zusammen. In der Geschichte der Pädagogik gibt es zwei immer wiederkehrende Positionen zur pädagogischen Führung, die als „Führen“ oder „Wachsenlassen“ bezeichnet und oftmals gegeneinander gestellt werden. Diese markieren zwei entgegengesetzte Ansätze in der Pädagogik. Die meisten pädagogischen Theorien beinhalten jedoch eine Synthese beider Positionen, wobei die Gewichtung dieser Pole jeweils unterschiedlich ausfällt. 

### Führen
Führen ist ein mechanisches Modell. Der Lehrer/Erzieher ist in diesem Modell mit einem Fahrzeugführer zu vergleichen. Er kennt sowohl das Ziel, welches von der Politik bzw. von anderen herrschenden Mächten der jeweiligen Zeit vorgegeben wird, als auch den Weg zum Ziel. Nach dieser Auffassung ist der Zögling in eine bestimmte Richtung zu lenken, und der Lehrer/Erzieher kann durch planmäßige Anwendung der richtigen Methoden, das erwünschte, vorgegebene Ziel in einem bestimmten Zeitraum erreichen. Hierbei wird der Schüler als Material gesehen, welches beliebig lenk- und formbar ist. Die Erziehung ist somit analog zum handwerklichen Tun, als ein „Machen“ und „Formen“ zu betrachten. Wenn die gesetzten Ziele nicht erreicht werden, hat entweder der Lehrer/Erzieher die falschen Methoden eingesetzt, oder es sind Defizite in dem Material (dem Schüler) vorhanden. 
Beispiele für die Auffassung des pädagogischen Führens als Formen des Menschen zu einem bestimmten „Ideal“ sind in ihrer Extremform in totalitären Staaten gegeben. So sprach man im Dritten Reich von „Menschenmaterial“ und „Menschenauslese“. Die Erziehungsideale sollten in „Herz und Gehirn“ der Schüler „hineingebrannt“ werden (vgl. März 1980, S. 61). Ähnliche Ansichten waren bereits bei einigen Vertretern der Jugendbewegung wie z. B. bei Gustav Wyneken zu finden (vgl. Geißler 1965, S. 22ff.). Aber auch heute noch klingt ein materielles Menschenbild an, etwa wenn von „Humankapital“ oder „Bildung als Rohstoff“ gesprochen wird. 
Führen als Formen findet in der psychologisch-behavioristisch orientierten Pädagogik ebenfalls ihren Ausdruck. Von dem Begründer der behavioristischen Psychologie, John. B. Watson stammt folgendes Zitat: „Gebt mir ein Dutzend gesunder, wohlgebildeter Kinder und meine eigene Umwelt, in der ich sie erziehe, und ich garantiere, dass ich jedes nach dem Zufall auswähle und es zu einem Spezialisten in irgendeinem Beruf erziehe, zum Arzt, Richter, Künstler, Kaufmann oder Bettler und Dieb, ohne Rücksicht auf seine Begabungen, Neigungen, Fähigkeiten, Anlagen und die Herkunft seiner Vorfahren“ (1968, S. 123 zit. n. März 1980, S. 112).

### Wachsenlassen
Die Gegenposition beschreibt den Erziehungsprozess als ein organisches Modell. Der Schüler, so die Annahme, entfaltet sich von innen her, d. h. nach seinen immanenten Gesetzmäßigkeiten, analog zu dem organischen Wachstum in der Natur. Der Lehrer/Erzieher wird mit einem Gärtner verglichen, der das Wachsende zu hüten und zu pflegen hat. Dieser innere Vorgang darf durch äußere Eingriffe nicht gestört werden. Die pädagogische Aufgabe des Lehrers/Erziehers ist somit eine negative, das heißt,  er soll den natürlichen Entwicklungsvorgang des Zöglings hüten, die Störfaktoren fernhalten. Diese Position leugnet also nicht die Erziehungsbedürftigkeit des Menschen. Der Lehrer/Erzieher sorgt für günstige Bedingungen und wartet achtsam auf die Impulse, die von dem Schüler kommen, um diese aufzufangen und darauf aufzubauen. Nur wenn der Schüler bei seiner Entwicklung nicht gestört wird, kann er herausfinden, welche Begabungen er von Natur aus besitzt. Der Lehrer/Erzieher hat dann die Aufgabe dem Schüler bei der Entfaltung dieser Begabungen Hilfe zu leisten. Dazu schreibt Jean-Jacques Rousseau in seinem Roman „Emile oder über die Erziehung“: „Erlaubt seinem Charakterkeim, sich frei zu zeigen! Glaubt ihr, dass diese Zeit der Freiheit für ihn verloren ist? Im Gegenteil! Denn nur so verliert ihr dann keinen Augenblick, wenn die Zeit viel kostbarer ist. Wenn man nicht weiß, was zu tun ist, handelt man auf gut Glück: Man unterliegt dem Irrtum und muss wieder von vorne beginnen! Man ist schließlich weiter vom Ziel entfernt, als wenn man sich Zeit gelassen hätte. Macht es also nicht wie der Geizhals, der viel verliert, weil er nichts verlieren wollte. Opfert im Kindesalter eure Zeit, die ihr später mit Zinsen wiederbekommt“ (1975, S. 73 zit. n. März 1980, S. 242f.).
In Anlehnung an Rousseau ist „Führen als Wachsenlassen“ in der reformpädagogischen Bewegung „vom Kinde aus“, wie beispielsweise in der Pädagogik von Ellen Key, Maria Montessori, Ludwig Gurlitt und auch in der antiautoritären Erziehung von Alexander Neill anzutreffen.

### Die Synthese von Führen und Wachsenlassen
Theodor Litt postuliert in seinem Buch „Führen oder Wachsenlassen“ (1927) eine Synthese von beidem. Ein „ehrfürchtig-geduldiges Wachsenlassen“ und ein „verantwortungsbewusstes Führen“ sind für ihn gleichermaßen für die Erziehung notwendig (vgl. ebenda, S. 81f.). Die Entfaltung der inneren Kräfte des Schülers ist somit genau so wichtig wie seine Auseinandersetzung mit der objektiven Welt der Sachen, Aufgaben, Werte und Normen einer Gesellschaft. Gerade diese Auseinandersetzung hilft dem Schüler, seine eigene Haltung zu der objektiven Seite der Welt herauszubilden und befähigt ihn, eigenverantwortlich und selbständig in der Gesellschaft zu handeln, an der Kultur bewusst teilzunehmen und diese mitzugestalten. 
Die Polarität zwischen den schöpferischen Kräften des Subjekts und den objektiven Inhalten der Kultur wird auch von Herman Nohl thematisiert. Für Nohl ist das oberste Ziel der Erziehung ebenfalls die Selbstbestimmung, welche nur in der Begegnung beider Pole entsteht. Die pädagogische Führung des Lehrers/Erziehers besteht in der Vermittlung zwischen dem subjektiven Pol der kindlichen Eigenart und dem objektiven Pol der kulturellen Mächte (vgl. Maier 1992, S. 106).

## Pädagogische Führung als Hilfe zur Selbstführung
In einem Lehrer-Schüler-Verhältnis wird zwischen der Selbstführung des Schülers und der Fremdführung des Lehrers/Erziehers unterschieden, wobei der Akzent auf der Selbstführung des Schülers liegt. Sowohl das Aneignen von Wissen als auch die Einnahme einer Haltung dazu, sind nicht von außen zu bewirken, sondern nur durch die Selbsttätigkeit und das eigene Werturteil des Schülers möglich. Dabei wird davon ausgegangen, dass der Schüler mittels seiner angeborenen Vernunft in der Lage ist, diese Leistung zu vollbringen. Im Unterrichts- und Erziehungsprozess führt der Lehrer/Erzieher den Lernprozess des Schülers, indem er dem Lernenden bei der eigenständigen Auseinandersetzung mit dem Lerngegenstand unterstützt. Er stößt den Lernprozess des Schülers durch Fragen, Impulse, Anregungen, Vorschläge und Aufforderungen an und steht ihm als Vorbild und Berater zur Seite. Diese Art des Führens kann als sokratische Mäeutik bezeichnet werden (vgl. Hintz u. a. 2001, S. 184ff.). 

## Führungsstile in der Pädagogik (nach Kurt Lewin)
Nach Kurt Lewin, können die verschiedenen möglichen Führungsstile in drei Gruppen eingeteilt werden. 
1. Autoritärer Führungsstil: 
der Lehrer/Erzieher gibt die Inhalte, Vorgehensweisen, zeitliche Bestimmungen und die Ziele des Unterrichtsprozesses vor und kontrolliert streng sowohl den Vorgang als auch die Ergebnisse. Die Schüler sind zum Gehorsam verpflichtet und haben kein Mitbestimmungsrecht.
2. Demokratischer Führungsstil:
der Lehrer/Erzieher bezieht die Schüler in der Planung, Zielsetzung und Durchführung des Unterrichts mit ein. Die Schüler werden zur Mitwirkung und Selbsttätigkeit aufgefordert. Sie können ihre Meinung frei äußern und werden ermutigt, ihre eigenen Ansichten zu vertreten. 
3. Laissez- faire – Führungsstil: 
die Schüler sind weitgehend sich selbst überlassen. Sie haben eine große Freiheit und müssen sich selbst organisieren und regulieren. Der Lehrer/Erzieher vernachlässigt es aber nicht, Hilfestellung zu leisten oder Anregungen zu geben, belässt es aber dabei.